# 리언 포드
리언 포드(영어: Leon Ford, 1976년 4월 1일 ~ )는 오스트레일리아의 배우이다. 드라마 《퍼시픽》, 영화 《파도가 지나간 자리》(2016) 등에 출연했다.

## 출연 작품
- 파도가 지나간 자리